# Краснокрылый тополёвый листоед
Краснокрылый тополёвый листоед, или листоед тополёвый (лат. Chrysomela populi) — один из наиболее широко распространённых и частых видов жуков-листоедов из подсемейства хризомелин, распространённых в палеарктическом и ориентальном регионах. Жуки встречаются с апреля по октябрь везде, где произрастают их кормовые растения — ива и тополь.

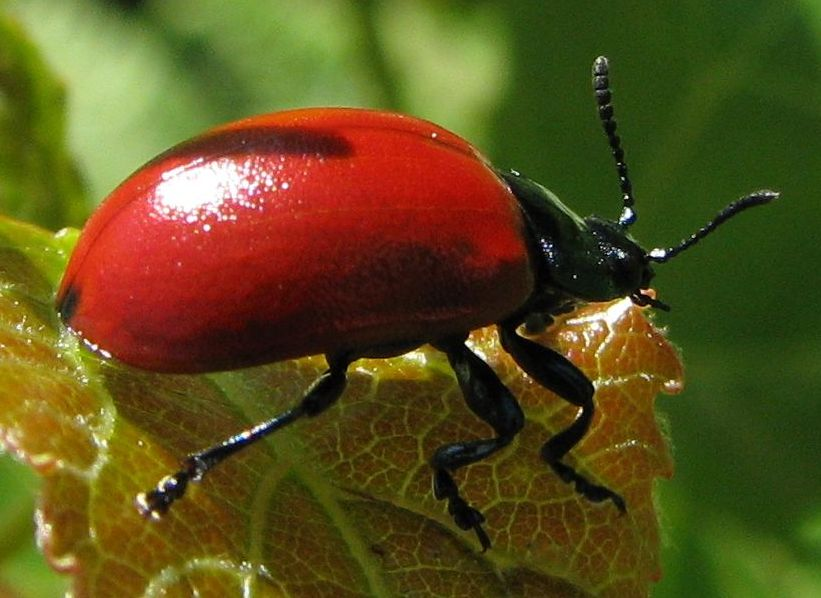
Маленькое чёрное пятно на спине

## Распространение
Распространён в Европе, на Кавказе, в Пакистане, Сибири, Казахстане, Центральной Азии, на Дальнем Востоке России, в Китае и Японии.

## Описание

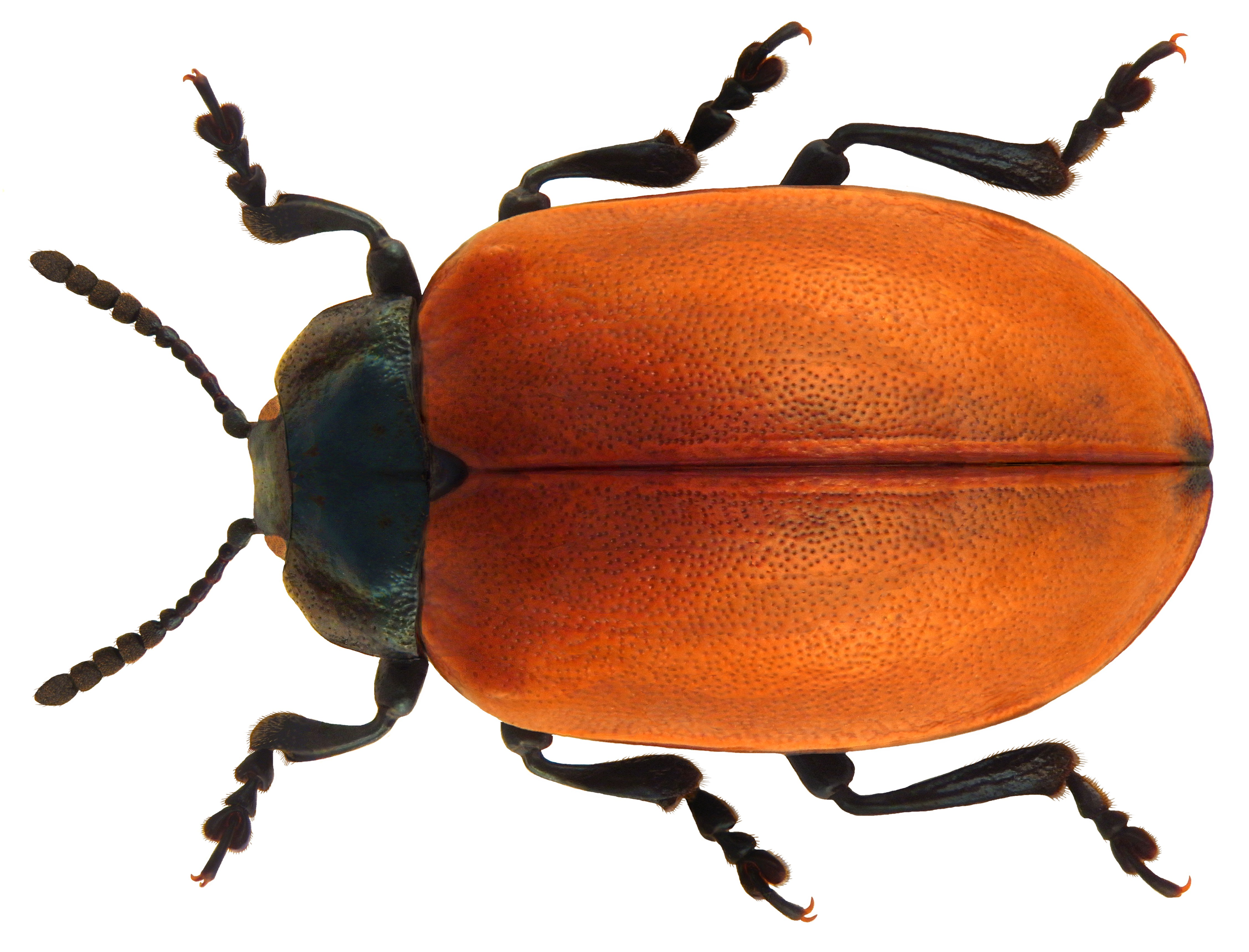

Длина тела взрослых насекомых 9—13 мм. Тело зелёное или синее. Надкрылья желтовато-коричневые или красные. Данный вид имеет следующие характерные признаки:
- надкрылья с одной полосой точек, боковой мозолью и передним краем эпиплевр;
- шовные углы надкрылий с маленькой чёрной точкой.

## Экология
Обитают в хвойных, смешанных и широколиственных лесах, на лесных опушках, в пригородах, на старых лесосеках, сухих лугах, а также встречаются на прибрежных кустарниковых ивах на границах песчаных берегов водоёмов, например, рек, озёр.
Особи питаются в основном молодыми листьями на различных ивах и тополях, но главным образом на осине, тополе белом, иве прутовидной и иве пурпурной, хотя представители также отмечены питающимися на тополе чёрном, тополе реснитчатом, Populus × canadensis, Populus × canescens, ива ломкая.
Некоторые виды ив могут быть устойчивы к повреждениям личинками; так, личинки, начавшие питаться листьями ивы чёрной и вавилонской, отмирают через некоторое время. Гибрид Populus × wettsteini слабо устойчив от личинок, то есть лишь небольшая часть личинок, питающихся на данном тополе, отмирает.